# Anex Tour
ANEX Tour GmbH — немецкое туристическое агентство, основанное в 2016 году. Расположено в Дюссельдорфе.

## Показатели бизнеса
В 2017—2018 годах выручка компании составила около 98 миллионов евро. Всего было обслужено 200 000 человек. В 2021—2022 годах количество гостей группы Anex Tour выросло до 437 000, а выручка — до 365 миллионов евро.

## Предложение
В портфолио компании около 20 стран для отдыха, и она предлагает комплексную гостиничную программу, от простого 3-звёздочного отеля до 5-звёздочного роскошного сегмента. Туроператор имеет собственные агентства, услуги трансфера в отелях и гидов в районах назначения.

## История
Компания Anex Tour была основана в 2016 году как часть туристической группы Anex (ATG). Управляющим директором стал Мурат Кизилсац.
Для реализации планов расширения дочерней компании в 2016 году холдинговая компания NW International BV создала немецкую чартерную авиакомпанию Azur Air (Германия), ответвление Azur Air (Россия). В 2018 году Azur Air (Германия) отказалась от участия на немецком рынке по экономическим причинам.
В 2017—2018 годах компания перевезла 200 000 путешественников.
В ноябре 2019 года бизнес туроператоров Öger Tours GmbH и Bucher Reisen GmbH был передан в ведение Федерального антимонопольного ведомства после одобрения. В январе 2020 года «Öger Tours» и «Bucher Reisen» были перезапущены как бренды под эгидой Anex Tour GmbH.
Вскоре компания также приобрела права на торговую марку «Neckermann Reisen» в результате банкротства британо-немецкого туристического концерна Томаса Кука. Бренд Neckermann Travels был перезапущен 5 апреля 2022 года, и с тех пор его снова можно забронировать через туристические агентства, собственный веб-сайт и онлайн-порталы.
На церемонии вручения наград World Travel Awards (WTA) Anex Tour 2022 впервые стал победителем в категории «Ведущий туроператор Европы».